# Роке, Витор
Ви́тор У́го Ро́ке Ферре́йра (порт. Vitor Hugo Roque Ferreira; родился 28 февраля 2005, Тимотеу) — бразильский футболист, нападающий бразильского клуба «Палмейрас» и сборной Бразилии.

## Клубная карьера
С десятилетнего возраста тренировался в составе футбольной академии клуба «Америка Минейро». В марте 2019 года присоединился к футбольной академии клуба «Крузейро». 25 мая 2021 года подписал свой первый профессиональный контракт с «Крузейро». 12 октября 2021 года дебютировал в основном составе «Крузейро» в матче бразильской Серии B против «Ботафого». 20 февраля 2022 года забил свой первый гол за «Крузейро» в матче Лиги Минейро против «Вила-Нова». Три дня спустя сделал «дубль» в матче Кубка Бразилии против «Сержипи».
13 апреля 2022 года «Атлетико Паранаэнсе» активировал опцию выкупа футболиста за 24 млн бразильских реалов, что стало рекордным трансфером в истории клуба. Витор Уго подписал с «Атлетико Паранаэнсе» пятилетний контракт. 17 апреля 2022 года дебютировал за свою новую команду в матче бразильской Серии A против «Атлетико Минейро». 29 мая 2022 года забил свой первый гол за «Атлетико Паранаэнсе» в матче против «Куябы».
Забил победный гол «Атлетико Паранаэнсе» в ответном матче 1/4 финала Кубка Либертадорес 2022 «Эстудиантесу». Нападающий вышел на замену на 60 минуте, а единственный гол отправил в ворота соперника на шестой компенсированной минуте. Бразильский клуб сумел выйти в полуфинал турнира впервые с 2005 года (тогда «красно-чёрные» в финале уступили «Сан-Паулу»).
12 июля 2023 года испанская «Барселона» объявила о соглашении по переходу Витора Роке с опцией выкупа в размере 500 млн евро и контрактом до сезона 2030/31. Игрок присоединился к каталонской команде в январе 2024 года. 4 января 2024 года Роке дебютировал за «Барселону» в матче 19 тура чемпионата Испании против клуба «Лас-Пальмас».
26 августа 2024 года Витор Роке отправился в «Реал Бетис» на правах годичной аренды. За время пребывания в севильском клубе он сыграл 33 матча, в которых забил 7 раз и отдал 2 голевых передачи.
28 февраля 2025 года аренда была прервна, поскольку «Палмейрас» выкупил бразильца у «Барселоны» за 25.5 млн. евро + бонусы.

## Карьера в сборной
В ноябре 2022 года дебютировал за сборную Бразилии до 20 лет в матче против сверстников из Чили.
25 марта 2023 года дебютировал за главную сборную Бразилии в товарищеском матче против сборной Марокко.

## Достижения

### Командные достижения
«Крузейро»
- Чемпион бразильской Серии В: 2022

«Атлетико Паранаэнсе»
- Чемпион штата Паранаэнсе: 2023

Сборная Бразилии (до 20 лет)
- Победитель чемпионата Южной Америки до 20 лет: 2023

### Личные достижения
- Член «команды турнира» Кубка Либертадорес: 2022[18]
- Лучший бомбардир чемпионата Южной Америки до 20 лет: 2023 (6 голов)[19]

## Клубная статистика
| Выступление         | Выступление      | Выступление      | Лига | Лига | Кубки | Кубки | Международные | Международные | Прочие | Прочие | Итого | Итого |
| Клуб                | Лига             | Сезон            | Игры | Голы | Игры  | Голы  | Игры          | Голы          | Игры   | Голы   | Игры  | Голы  |
| ------------------- | ---------------- | ---------------- | ---- | ---- | ----- | ----- | ------------- | ------------- | ------ | ------ | ----- | ----- |
| Крузейро            | Серия B          | 2021             | 5    | 0    | 0     | 0     | 0             | 0             | 0      | 0      | 5     | 0     |
| Крузейро            | Серия B          | 2022             | 1    | 0    | 2     | 3     | 0             | 0             | 8      | 3      | 11    | 6     |
| Крузейро            | Итого            | Итого            | 6    | 0    | 2     | 3     | 0             | 0             | 8      | 3      | 16    | 6     |
| Атлетико Паранаэнсе | Серия А          | 2022             | 29   | 5    | 0     | 0     | 7             | 2             | 0      | 0      | 36    | 7     |
| Атлетико Паранаэнсе | Серия А          | 2023             | 25   | 12   | 6     | 1     | 8             | 4             | 6      | 4      | 45    | 21    |
| Атлетико Паранаэнсе | Итого            | Итого            | 54   | 17   | 6     | 1     | 15            | 6             | 6      | 4      | 81    | 28    |
| Барселона           | Примера          | 2023/24          | 14   | 2    | 2     | 0     | 0             | 0             | 0      | 0      | 16    | 2     |
| Барселона           | Итого            | Итого            | 14   | 2    | 2     | 0     | 0             | 0             | 0      | 0      | 16    | 2     |
| → Реал Бетис        | Примера          | 2024/25          | 22   | 4    | 4     | 3     | 7             | 0             | 0      | 0      | 33    | 7     |
| → Реал Бетис        | Итого            | Итого            | 22   | 4    | 4     | 3     | 7             | 0             | 0      | 0      | 33    | 7     |
| Всего за карьеру    | Всего за карьеру | Всего за карьеру | 96   | 23   | 14    | 7     | 22            | 6             | 14     | 7      | 146   | 43    |